# Mentider compulsiu
Mentider compulsiu (títol original en anglès: Liar Liar) és una pel·lícula còmica estatunidenca de 1997 protagonitzada per Jim Carrey. Va ser dirigida per Tom Shadyac i escrita per Paul Guay i Stephen Mazur. És una de les tres pel·lícules fetes entre Carrey i Shadyac, les altres són Ace Ventura: Pet Detective i Bruce Almighty. Ha estat doblada al català.

## Argument
Fletcher Reede (Jim Carrey) és un advocat molt xerraire, ambiciós i sense escrúpols, que utilitza diàriament la mentida com a forma de vida i treball per sortir-se amb la seva. Això li ha proporcionat molts èxits al llarg de la seva carrera, però, per culpa d'això, ha trencat totalment la relació amb la seva dona, Audrey (Maura Tierney), i amb el seu fill Max, de gairebé cinc anys. Max, fart que el deixi sempre tirat i de les promeses que el seu pare mai duu a terme, demana un desig pel seu aniversari: que el seu pare no pugui mentir durant 24 hores.Més tard, Fletcher descobreix que és incapaç de mentir. A sobre, per acabar de rematar, ell i una clienta seva de 31 anys, Samantha Cole (Jennifer Tilly), havien planejat una enorme mentida perquè ella cobrés tot el diner que tenia el seu ex-marit, Richard Cole (Eric Pierpoint). Al començament del judici, Fletcher el que intenta és fer el que sempre feia, mentir, però veu que per molt que s'esforci, no ho aconsegueix. Durant el descans, li demana a Max (que es troba a l'escola) que trenqui el desig que va fer, però ell no vol, ja que no vol que Fletcher, el seu pare, torni a mentir.Quan torna el moment del judici un altre cop, Fletcher torna a gairebé arruïnar-ho tot, ja que el que fa és admetre que la dona va tenir set amants després de casar-se amb Cole. Quan arriben al segon descans, la Sra. Cole li presenta a Fletcher a Randy (Ben Lemon), un dels amants amb qui la seva clienta, Samantha, té relacions constantment amb ell. La mentida amb l'acusat del seu amant tracta de dir que la relació amb la Sra. Cole és platònica, però Fletcher, de nou, ho arruïna, protestant les seves preguntes i barallant-se amb Randy, l'amant. Mentre va passant el dia, Fletcher va esbrinant que realment la seva família és molt més important que l' èxit i per això, intenta deixar el judici. Amb les seves habilitats, i malgrat l'encanteri del seu fill, aconsegueix guanyar el judici, perquè la Sra. Cole tan sols tenia 17 anys en casar-se i l'acord prenupcial és nul perquè ella en aquell moment era menor d'edat. La Sra. Cole li demana la custòdia dels fills perquè li donarien més diner. Fletcher es nega però no aconsegueix evitar-ho.Aviat, esbrina que la seva família, està a punt de marxar a Los Angeles a Boston, per evitar que el seu fill se senti malament amb el seu pare. Fletcher intenta arribar just abans que l'avió s'enlairi, però és massa tard, així que Fletcher intenta pujar a unes escales i el que fa és treure's la sabata per llençar-la a la finestra de l'avió perquè el mirin, i a causa d'això aconsegueix parar l'avió, però, finalment acaba tenint un accident al caure de les escales. Quan Audrey i Max van a veure a Fletcher a la llitera, Fletcher, ferit, explica a Max que ell és el més important que té a la seva vida i que no podria suportar que marxés. L'encanteri es trenca i Audrey finalment decideix donar-li una altra oportunitat a Fletcher. Un any més tard, en l'aniversari un altre cop del seu fill Max, que compleix 6 anys, Fletcher y Audrey es besen i es reconcilien. La pel·lícula finalitza amb els tres jugant, tornant a ser feliços com eren abans.

## Repartiment
- Jim Carrey: Fletcher Reede
- Maura Tierney: Audrey Reede
- Justin Cooper: Max Reede
- Cary Elwes: Jerry
- Jason Bernard: Jutge Marshall Stevens
- Jennifer Tilly: Samantha Cole
- Anne Haney: Greta
- Amanda Donohoe: Miranda
- Swoosie Kurtz: Dana Appleton
- Mitch Ryan: Sr. Allan
- Christopher Mayer: Kenneth Falk
- Randy Oglesby: Detectiu Bryson
- Krista Allen: Noia en l'ascensor

## Curiositats
Va ser l'última pel·lícula de Jason Bernard i la primera de Cheri Oteri. La trama té un error en la solució final. La mateixa condició que argumenta l'advocat, que afavoreix a la seva defensada, podria utilitzar-se per anul·lar el seu vincle. Si la Sra. Cole era menor per firmar contractes prenupcials, també era menor per casar-se. És nul el contracte prenupcial, i també és nul el matrimoni. La mateixa Sra. Cole reconeix que va canviar la seva edat "per poder casar-se", el que significa que no podria haver-se casat, si declarava la veritable edat.
La pel·lícula està dedicada a Jason Bernard (jutge Marshall Stevens), qui va interpretar aquí el seu últim paper perquè just després del rodatge va morir d'un atac al cor.
La professora de Max llegeix a la seva classe una història de " Ous verds amb pernil", del Dr. Seuss. Jim Carrey va interpretar al personatge del Grinch en 'El Grinch' i la veu de Horton en 'Horton', ambdues històries del Dr. Seuss.
Jim Carrey no va poder interpretar al Dr. Evil a 'Austin Powers perquè s' havia compromès ja amb aquesta pel·lícula. Steve Martin va ser una altra de les possibilitats per interpretar al protagonista d'aquesta pel·lícula.
Quan Fletcher es colpeja literalment a si mateix en el bany, no es van utilitzar els efectes de soroll, ja que tot el que s'escoltava procedia realment del cap de Jim Carrey donant-se contra l'urinari, el terra i les parets.